# 世界大学ランキング
世界大学ランキング（せかいだいがくランキング、英語: College and university rankings）とは、高等教育機関をさまざまな指標によって順位付けした国際的な大学ランキングである。
高等教育機関のランキングには、一元的な序列のランキングから多元的なランキング、または特定項目を羅列しただけのものまでさまざまなものがある。その中で世界の大学を対象としたランキングが作られるようになったのは、グローバル化によって、国境を越えた人の移動の増加によるものと考えられている。大学ランキングは、雑誌、新聞、個人、および政府、企業や大学、第三者機関などさまざまな機関が作成し、ランキングを発表している。

## 歴史
高等教育ランキングは、1967年に始まった『ゴーマン・レポート（英：Gourman Report）』が最初の大学ランキングと言われている。「ゴーマン・レポート」は1967年以降も何年ごとかに発表しており、アメリカ・カナダおよび世界の主要大学が対象となり、大学と大学院版が発表されている。しかし、各大学の職員からの内部資料、大学に関する公的資料、実業界の有力者の意見などを参考にしているとされているものの、評価方法が公表されておらず、評価方法についての問題やデータの正確性の問題など懐疑的な見方をされることも多かった。そこで、1983年から始まった「USニューズ&ワールド・レポート（英：U.S.News & World Report）」による大学ランキング『アメリカのベスト・カレッジ(America’s Best Colleges)』が高等教育ランキングの始まりだとされることもある。しかし、USニューズ&ワールド・レポートのものはアメリカ国内の大学限定で、他に作られたランキングもビジネス・スクールのランキングといった特定の分野や、イギリスやアメリカといった特定の地域のみが対象となるランキングで、世界中の大学を対象としたランキングは「ゴーマン・レポート」がほとんど唯一の資料といえた。日本では、1984年に出版された『大学評価の研究』が初めてのもの。
「ゴーマン・レポート」は1998年以降、改訂版が公表されておらず国際的な大学ランキングも作られていなかったが、2003年になって、江沢民元総書記が母校の上海交通大学に世界の大学と中国国内の大学を比較して国家投資をするために作った『世界大学学術ランキング（英：Academic Ranking of World Universities）』が公表されるようになると、2004年には、イギリス「タイムズ紙」の別冊「タイムズ・ハイアー・エデュケーション（英：TIMES Higher Education Supplement）」による『THE世界大学ランキング』、2006年にはアメリカ「ニューズウィーク紙」による『大学ランキング世界トップ100』が発表されるなど世界中の大学を対象としたランキングが次々と作られるようになった。現在、大学ランキングは20カ国以上の国で定期的にランキングが作られ、国を越えたグローバルなランキングも増えている。世界の国を対象としたランキングが増えている原因に、グローバル化が進んだことによる研究者や学生の流動化、特に世界的な留学生の増加によるニーズが挙げられる。1975年に世界の留学生人数はおよそ80万人だったが、1990年には130万人、2000年で180万人になり、2010年では580万人と言われている。こういった状況から指標としてランキングが求められ、国際的な大学ランキングが作られているものと考えられている。また、ヨーロッパで1999年に採択されたボローニャ宣言、そしてユネスコが2005年に出した『国境を越えて提供される高等教育の質保証に関するガイドライン』によって高等教育機関の質の保証、国の枠組みを超えて一定以上の質が保たれることが求められたことから、国際的なランキングに注目が集まった。
正確な情報に基づいた国際的な大学ランキングは、各大学や国、消費者のための情報ツールとしての役割を担い、高等教育機関間の競争を促すなど、高等教育機関の質の向上にも役立つが、それにはデータ収集の手法や評価指標などランキング製作者の質が問われることになる。そこで2004年に、ユネスコ・ヨーロッパ高等教育センターと高等教育政策研究所によって、国際ランキング専門家グループ (IREG) が結成され、2006年にベルリン原則－高等教育機関のランキングに関するベルリン原則－がつくられた。
IREG-世界大学ランキング審査
- 世界大学ランキングの質の評価
- ランキングの透明性の向上
- ランキングの質の向上
- 信頼できるランキングを認識する手段の提供

### 高等教育機関のランキングに関するベルリン原則
2006年に、IREG（国際ランキング専門家グループ） が大学ランキングの質とグッド・プラクティスに関する原則（ベルリン原則）を策定。大学ランキングを編集する際の実施・作成に関する枠組16項目。
- ランキングの目的・目標

1. 高等教育のインプット、プロセス、アウトプットの多様な評価手法のひとつであること。ランキングは、高等教育についての比較可能な情報を与え、理解を高めるが、高等教育がどのようなものであり、どのようなことを行うかについて評価をするための主要な手法となるべきではない。ランキングは、市場に基盤をおく見方を示し、そのことによって、政府、アクレディテーション団体、そして独立した評価機関の業務を補完することができる。
2. ランキングの目的及び、誰を対象としたランキングであるかを、明確にすること。ランキングはその目的に適切に沿うように設計されなければならない。ある特定の目的を満たしたり、ある特定のグループに対して情報を与えるように設計された諸指標は、他の目的やグループに対しては、適切ではないかもしれない。
3. 高等教育機関の多様性を認識し、各高等教育機関の多様なミッション・目標を考慮すること。例えば、研究志向の高等教育機関の質を測る方法は、高等教育が行き渡っていないコミュニティに対して広範なアクセスを提供する高等教育機関の質を測る方法とは、非常に異なったものになる。ランク付けされる高等教育機関と、ランキングのプロセスに対して情報を提供している専門家に対しては、頻繁に相談がなされるべきである。
4. ランキングに用いた情報源の範囲及びそれぞれの情報源が発しているメッセージを明確に提示すること。ランキングの結果が適切かどうかは、その情報を享受する相手と、その情報の出所（例えば、データベース、学生、教授、雇用者など）によって決まる。良い実践のあり方としては、ランキングに含まれる高等教育機関に対してより完全な理解を得るために、これらの情報源から提供される様々な見方を組み合わせることが考えられる。
5. ランキングが行われている各教育システムについての、言語・文化・経済及び歴史的な文脈を特定すること。特に国際ランキングは、偏った見方となる可能性を意識し、ランキングの目的を明示すべきである。全ての国や教育システムが、何が高等教育機関の「質」を構成するのかに関して同じ価値や信念を共有しているわけではないし、そのような比較を強制するためのランキングを考案すべきではない。

- 指標のデザインと重み付け

1. ランキング作成に用いる手法に関して透明性をもつこと。ランキング作成に用いる手法の選択は、明確で、曖昧さをもたないものであるべきである。ここでは、データの出所だけではなく、諸指標の算定の仕方についても透明性を確保すべきである。
2. 指標は、関連性と妥当性を考慮して、選ぶこと。データの選択は、そのデータが利用可能かどうかではなく、それぞれの尺度がもつ、高等教育の質及び学術上や機関の強さを表す能力があるかの判断に基づいて行うべきである。それぞれの尺度がなぜ採用されたのか、また、それらの尺度を何に表そうとしているのかを明確にしなければならない。
3. 可能であるときは常に、インプットよりもアウトカム（事後的な効果）を優先して測定すること。インプットに関するデータは、すでに定められた体制や秩序の全般的状況を反映するのに適しており、利用可能であることが多い。アウトカムについての尺度は、高等教育機関やその教育プログラムの位置づけや質についてのより正確な評価を示す。ランキングの編集者は、適切なバランスを確実にとるようにすべきである。
4. （使用される）多様な指標に対しての重み付けを明示し、変更を制限すること。重み付けを変更すると、高等教育機関やそのプログラムの位置付けが変化したときに、それが本当の違いを表しているのか、ランキングの手法が変更されたために起きた変化なのかを消費者が見分けることが難しくなる。

- データの収集と処理

1. この「原則」に示された倫理基準とグッド・プラクティスの勧告に対して適切な注意を払うこと。各ランキングの信頼性を保証するため、データの収集・使用や実地訪問を行う責任者は、可能な限り客観的で公平であるべきである。
2. 可能であるときはいつも、監査され、検証可能なデータを使用すべきである。このようなデータは、高等教育機関によって実際受け入れられてきたし、高等教育機関の間での比較が可能であり、互換性もあるなどの利点がある。
3. 科学的なデータ収集としての適切な手続きを通じて収集されたデータを含むこと。データの収集源である学生・教員その他のパートナーが代表性をもたなかったり歪曲されたサンプルであった場合、そのデータが高等教育機関やその教育プログラムを正確に代表していない危険があり、そのようなデータは取り除かれるべきである。
4. 質保証の評価基準をランキングのプロセス自体に適用すること。ランキングのプロセスは、高等教育機関の評価に用いられる専門的技術に留意すべきであり、また、ランキング自体の評価にこの知識を用いるべきである。ランキングは、手法の開発にあたって絶え間なくこの専門的技術を利用する、ラーニング（学習する）・システムであるべきである。
5. ランキングの信頼性を高める組織分析の手法(organizational measures)を適用すること。この手法の実施にあたっては、望ましくは国際的な、アドバイスや指導を行う組織を関与させることが可能である。

- ランキング結果の呈示

1. ランキングの開発に用いられるすべての要素について、消費者が明確に理解できるようにすること。また、ランキングをどのように表示するかを消費者が選択できるようにすること。これにより、ランキングの利用者は、高等教育機関やその教育プログラムのランキングに用いられる諸指標についての理解が深まるだろう。さらに、利用者がこれらの指標の重み付けを自分で決める、何らかの機会があるべきである。
2. オリジナル・データの誤りを除去するか、または減少させる方法を集積すること、また、誤り・過失を修正する方法を組織化し、公表すること。高等教育機関と社会は、発生した誤りについて知らされるべきである。

## 主要な世界大学ランキング

### QS世界大学ランキング
|   | 項目                     | 配分 |
| - | ------------------------ | ---- |
| 1 | 各国学者のピア・レビュー | 40%  |
| 2 | 雇用者の評価             | 10%  |
| 3 | 学生一人あたり教員比率   | 20%  |
| 4 | 教員一人あたり論文引用数 | 20%  |
| 5 | 外国人教員比率           | 5%   |
| 6 | 留学生比率               | 5%   |

イギリスの大学評価機関「クアクアレリ・シモンズ社 (Quacquarelli Symonds : QS)」が毎年9月に公表している世界の大学のランキング。2004年から公表しているが、2010年でイギリスの高等教育専門週刊誌『タイムズ・ハイアー・エデュケーション』とのリスト作成を取り止め、独自に発表している。2008年から、書誌・引用文献データベースは、オランダの学術出版社エルゼビア社 (Elsevier) の提供する「スコーパス (Scopus)」を使用。それ以前は、トムソン・ロイター社 (Thomson Reuters)の「Web of Science (WoS)」。総合的、分野別のランキングは2004年から公表している。分野別は、「社会科学」「医学」「自然科学」「工学・情報工学」「人文科学」。学科別のランキングは2010年から開始、「統計学」「社会学」「政治学」「法学」「経済学」「会計学」の6つの社会科学学科。学科別、分野別のランキングは上位100大学。総合ランキングの発表は600大学。

### THE世界大学ランキング
イギリスの高等教育専門週刊誌『タイムズ・ハイアー・エデュケーション』が2004年から毎年秋に公表している世界の大学ランキング。元々はイギリス「タイムズ紙」が、付録冊子『The Times Higher Education Supplement (THES)』として公表していた。その後タイムズから分離し、独立した専門誌となった。2004年から2009年までは、イギリスの大学評価機関「クアクアレリ・シモンズ社 (Quacquarelli Symonds :QS)」と共同でランキングを作っていたが、集計手法に対する批判等から、2010年からは「トムソン・ロイター社 (Thomson Reuters :TR)」と共同でランキングを作っている。それぞれ両方の機関の名前を取って、2009年までのランキングを『The Times Higher Education - Quacquarelli Symonds (THE-QS)』2010年以降を『The Times Higher Education - Thomson Reuters(THE-TR)』と呼んでいる。評価の特徴は、学問分野別の研究者によるピア・レビュー（同一分野の研究者による客観的判断を仰ぐ評価方法）に重点を置いている。論文引用データベースはトムソン・ロイター社の「Web of Science (WoS)」を使用しているが、2008年は、オランダエルゼビア社の提供する「Scopus」を使用。「社会科学」「医学」「自然科学」「工学・情報工学」「人文科学」といった分野別のランキングも2004年から上位50大学発表している。2010年からは、大学関係者から聞いた教育研究面の評判を元にした評判ランキングも発表している。総合ランキングの発表は上位200大学。
|   | 項目                     | 配分 |
| - | ------------------------ | ---- |
| 1 | 各国学者のピア・レビュー | 40%  |
| 2 | 雇用者の評価             | 10%  |
| 3 | 学生一人あたり教員比率   | 20%  |
| 4 | 教員一人あたり論文引用数 | 20%  |
| 5 | 外国人教員比率           | 5%   |
| 6 | 留学生比率               | 5%   |

|   | 項目                             | 詳細                             | 内訳                             | 配分  |
| - | -------------------------------- | -------------------------------- | -------------------------------- | ----- |
| 1 | 教育                             | 研究者による評価                 | 15%                              | 30%   |
| 1 | 教育                             | 教員当たり学部学生数             | 4.5%                             | 30%   |
| 1 | 教育                             | 学士授与数当たり博士授与数比率   | 2.25%                            | 30%   |
| 1 | 教育                             | 教員当たり博士授与数             | 6%                               | 30%   |
| 1 | 教育                             | 教員当たり収入                   | 2.25%                            | 30%   |
| 2 | 論文引用（学問分野の違いを調整） | 論文引用（学問分野の違いを調整） | 論文引用（学問分野の違いを調整） | 32.5% |
| 3 | 研究                             | 研究者による評価                 | 19.5%                            | 30%   |
| 3 | 研究                             | 教員当たり研究収入               | 5.25%                            | 30%   |
| 3 | 研究                             | 教員当たり論文数                 | 4.5%                             | 30%   |
| 3 | 研究                             | 研究収入中の公的資金の割合       | 0.75%                            | 30%   |
| 4 | 国際                             | 外国人教員比率                   | 3%                               | 5%    |
| 4 | 国際                             | 外国人学生比率                   | 2%                               | 5%    |
| 5 | 産学連携                         | 教員当たり産学連携収入           | 2.5%                             | 2.5%  |

### 世界大学学術ランキング
中国の上海交通大学の高等教育研究所・世界一流大学研究センターが2003年から毎年8月に発表している総合的な大学ランキング。『世界大学学術ランキング (Academic Ranking of World Universities : ARWU)』。2007年からは多角的な比較というニーズに対応するため、「数学」「物理」「化学」「コンピュータ」「経済学/商学」の5つの学科別ランキングを公表し始め、2009年からは、「社会科学」「自然科学」「工学」「生命科学」「医学」の5つの分野別のランキングも上位100大学が公表されている。科学研究の業績のみで、人文学の業績は含まれない。当初の目的は、中国国内の大学の力を測定し、中国国内から世界クラスの研究機関創出を支援するために世界の大学との比較として始められた。トムソン・ロイター社が提供する科学論文のデータベースを元に大学の研究力を評価し、ノーベル賞やフィールズ賞などの重要な賞を受賞した卒業生や研究者の数など6つの指標でランキングしている。上位100大学は順位付けされているが、101位以下の大学は、101-151、151-200、201-300、301-400、401-500といったランク分け（アルファベット順）になっている。公表は上位500大学。
|   | 項目                             | 配分 | 詳細 |
| - | -------------------------------- | ---- | --- |
| 1 | 受賞卒業生の数                   | 10%  | ノーベル賞もしくはフィールズ賞を受賞した卒業生数                                                               |
| 2 | 受賞スタッフ数                   | 20%  | ノーベル賞もしくはフィールズ賞を受賞した教員数（受賞時に当該大学に所属していた教員）                           |
| 3 | 被引用研究者数                   | 20%  | 21の領域分野において引用率の高い研究者の数（トムソンISI (Institute of Scientific Information) のデータを使用） |
| 4 | ネイチャー誌とサイエンス誌論文数 | 20%  | 両雑誌に発表された論文の数                                                                                     |
| 5 | 論文引用数                       | 20%  | ISIの自然科学論文引用インデックスと社会科学論文引用インデックスの被引用論分数                                  |
| 6 | 規模                             | 10%  | 上記5つの指標の総合スコアをフルタイムのスタッフ数で割った数                                                    |

### Aggregate Ranking of Top Universities
Aggregate Ranking of Top Universities（ARTU）は、ニューサウスウェールズ大学が作成するランキングである。QS世界大学ランキング、THE世界大学ランキング、世界大学学術ランキングに基づいて順位付けされる。
基準は、QS、THE、ARWUの順位の合計であり、QS、THE、ARWUで明確な順位を持たない大学は除外される。

### USNWR Best Global Universitiesランキング
USニューズ&ワールドレポート社が2014年から公表している世界大学ランキング。1983年から公表されているアメリカ国内版のBest Colleges Rankingは、アメリカでは最も一般的で有名なランキングであり、高校生の進路決定に用いられる。もともと大学ランキングとして最も古い歴史を持っており、3大世界大学ランキングの独占的な世界的展開に対抗するため、世界大学ランキングの作成にも着手した。世界大学ランキングに本格参入した最初のアメリカ版の世界大学ランキングとされている。

### CWUR世界大学ランキング
|   | 項目           | 配分 |
| - | -------------- | ---- |
| 1 | 教育の質       | 25%  |
| 2 | 卒業生の質     | 25%  |
| 3 | 教授の質       | 25%  |
| 4 | 論文影響力     | 10%  |
| 5 | 論文引用数     | 10%  |
| 6 | 国際特許出願数 | 5%   |

サウジアラビアの世界大学ランキングセンター (CWUR) が評価する世界大学ランキング。CWURの特徴は、教育の質、卒業生の質、教授の質、論文掲載数や論文出版先の質、被引用論文数、大学の特許獲得数を客観的な数値として評価指標としているところにある。欧米の出版社が発表する世界大学ランキングとは違い、外国人教員や留学生の比率が評価対象ではない。また、ノーベル賞やフィールズ賞以外の世界各国の学術賞（チューリング賞、国内からは日本賞、京都賞など）を考慮し、受賞時に在籍した大学全体の教員・研究者数に対する受賞者数の比率を一つの評価指標として用いている。以上のような評価基準の差異から、その他有名なランキングに比べ、日本やドイツ、フランスといった非英語圏の名門大学もランキングの上位に名を連ねていると考えられる。

### URAP世界大学ランキング
中東工科大学が2010年から公表している世界大学ランキング。9大世界大学ランキングの1つと評価されている。トムソン・ロイターが提供しているWeb of Scienceのデータを基に作成しているのが特徴である。そのため純粋な学術研究分野の指標のみが査定され、主観的な指標は一切用いられない。2000を超える世界の大学に順位をつけている。

### トップ100グローバル大学ランキング
アメリカの『ニューズウィーク誌』が2006年8月、『トップ100グローバル大学ランキング (The Complete List: The Top 100 Global Universities)』を発表。2006年以降は発表せず改訂版なし。タイムズ・ハイアー・エデュケーションと上海交通大学のランキングを指標にし、グローバル度をランキングしている。発表は上位100大学。
- 指標は上海交通大学およびTIMESの7項目に「図書館蔵書数」を加えた8項目。

|   | 項目                                | 詳細                                                                            | 配分 |
| - | ----------------------------------- | ------------------------------------------------------------------------------- | ---- |
| 1 | 上海交通大学の3つの指標を均等に使用 | 1．被引用研究者数 2．ネイチャー誌とサイエンス誌論文数 3．論文引用数             | 50%  |
| 2 | TIMESの4つの指標を均等に使用        | 4．外国人教員比率 5．留学生比率 6．教員一人当たりの論文引用数 7．教員／学生比率 | 40%  |
| 3 | 図書館の蔵書数                      |                                                                                 | 10%  |

### HEEACT世界大学ランキング
台湾の高等教育評鑑中心基金會 (Higher Education Evaluation ＆ Accreditation Council of Taiwan) が2007年より毎年公表している世界の大学のランキング。研究動向、引用動向を提供する文献データベース「Essential Science Indicators (ESI)」のデータを元に、「研究生産性」「研究成果」「研究優位性」を評価指標としてランキングされた研究に重点を置いたランキング。発表は上位500大学。
- 評価指標は3項目8種類

|   | 項目       | 種類                                        | 内訳 | 配分 |
| - | ---------- | ------------------------------------------- | ---- | ---- |
| 1 | 研究生産性 | 論文数（過去11年）                          | 10%  | 20%  |
| 1 | 研究生産性 | 論文数（過去1年）                           | 10%  | 20%  |
| 2 | 研究成果   | 論文引用数（過去11年）                      | 10%  | 30%  |
| 2 | 研究成果   | 論文引用数（過去2年）                       | 10%  | 30%  |
| 2 | 研究成果   | 平均論文引用数（過去11年）                  | 10%  | 30%  |
| 3 | 研究優位性 | H-index（過去2年）                          | 20%  | 50%  |
| 3 | 研究優位性 | トップ1%論文引用数（過去11年）              | 15%  | 50%  |
| 3 | 研究優位性 | 影響力のある雑誌等への論文掲載数（過去1年） | 15%  | 50%  |

### トムソン・ロイター世界大学ランキング
アメリカ合衆国の大手通信社トムソン・ロイターが2015年9月16日に初めて発表した指標ランキングであり]、このランキングは10の評価指標があり、研究の学術論文、特許出願と特許許諾、研究開発や特許によるビジネスへのインパクト、 起業家を輩出しているか、などを数値化し、ランク付けしている。 なお、同社は2002年以降、毎年ノーベル賞受賞者の予想を発表している。これは同社の「Web of Science」（学術文献引用データベース）を元に、論文がどの程度引用されたかによって予想を立てている。2011年の受賞者9人は全て過去に候補に挙げている。
|    | 項目                 | 配分 | 詳細                                                       |
| -- | -------------------- | ---- | ---------------------------------------------------------- |
| 1  | 特許数               | 10%  | 世界知的所有権機関 (WIPO) に登録されている特許             |
| 2  | 特許出願成功率       | 10%  | 特許出願の比率                                             |
| 3  | グローバル特許数     | 10%  | 国際特許申請数                                             |
| 4  | 特許引用数           | 10%  | 特許が引用された回数                                       |
| 5  | 特許文献インパクト   | 10%  | 特許が持っている影響力の指標                               |
| 6  | 特許引用比率         | 10%  | 引用されている特許の割合                                   |
| 7  | 特許引用平均数       | 10%  | 学術論文に記録されている特許によって引用された回数の平均数 |
| 8  | 記事引用インパクト   | 10%  | 記事引用による影響や研究インパクトの確立指標               |
| 9  | 共同研究産業貢献割合 | 10%  | 共同で行った研究プロジェクトの潜在的な将来の経済的影響     |
| 10 | 科学論文の合計       | 10%  | 組織によって発行された雑誌論文の総数                       |

### ENSMP世界大学ランキング
フランスのパリ国立高等鉱業学校 (Ecole Nationale superieure des mines de Paris) が2007年より毎年実施している世界の大学ランキング。『ENSMP世界大学ランキング (Professional Ranking of World Universities)』。フォーチュン誌が毎年発表している『フォーチュン・グローバル500 (Fortune Global 500)』に載っているCEOの出身大学を調査し、CEO一人につき1ポイントとして、各大学のスコアを集計。最高ポイントの大学を100としてランキングしている。経営者と大学の関わりを見るランキング。発表は上位350大学。

### Webometrics世界大学ランキング
スペインの研究機関「スペイン科学研究高等会議(Consejo Superior de investigaciones cientificas :CSIC)」に所属する研究グループCINDOC(Cybermetrics Labo)が2004年から半年ごとに公表している世界の大学のウェブリポジトリランキング。『Webometrics世界大学ランキング (Webometrics Ranking of World's Universities)』。各大学のウェブによる情報公開を評価している。ランキングの目的はウェブ出版の促進で、リポジトリのコンテンツ収集が成功しているほどランキングが高くなる。ウェブ上の影響度から見た大学ランキング。世界19,000の大学などを対象としている。発表は上位12,000大学。
|   | 項目             | 配分 | 内容                                                                                                |
| - | ---------------- | ---- | --------------------------------------------------------------------------------------------------- |
| 1 | ウェブサイズ     | 20%  | Google、Yahoo、Live Search、Exlandで検索できるウェブページ数                                        |
| 2 | リッチファイル数 | 15%  | Google、Yahoo、Live Search、Exlandで検索した時のPDF、PostScript、MSWord、PowerPoint形式のファイル数 |
| 3 | 論文数・引用数   | 15%  | Google Scholarによる論文数、引用数                                                                  |
| 4 | 外部リンク数     | 50%  | Yahoo、Live Search、Exlandで検索したサイトにリンクされている数                                      |

### U-Map
欧州委員会の資金を受け、オランダの高等教育政策研究センター (CHEPS) が実施。高等教育機関を類型化
- 教育プロファイル
- 知識移転への関与
- 学生プロファイル
- 国際活動
- 研究環境
- 地域貢献

### U-Multirank
2008年に欧州委員会によって提唱された。その後、高等教育研究機関コンソーシアム (CHERPA) に委託し、2011年からランキングの作成を初め、2014年に第一回の結果が公表がされ、その後3年ごとに5分野で評価する予定。既存の世界大学ランキングが研究面を重視し過ぎているため、学習の質など、高等教育の多様性を評価するために作られた。研究水準、教育・学習の質、国際志向、知識移転における成功度（産学連携）、地域との関わり合い、の5つの領域で評価される。順位づけはされず、各領域で、上位、中位、下位のグループ分け。
- 指標
  - 教育・学習（学生・教職員比率、卒業率、教員の学位取得状況等）
  - 研究水準（論文産出、外部資金獲得、引用指標等）
  - 知識移転（産学連携）（外部資金収入、社会人教育コース提供、大学発ベンチャー等）
  - 国際志向（外国人教員比率、外国人留学生比率、国際共同研究等）
  - 地域貢献（卒業者の地域就業、学生インターンシップ、地域共同研究等）

### SCImago Institutions Rankings
SCImago Research Groupが2009年から公表している機関ランキング。SCOPUSのデータベースを元に5年間の研究業績を機関ごとに集計、いくつかの指標で分析。学位の授与機構を備えた組織、ライフサイエンスと地球科学など高等教育ではない組織、国の機関、企業、国際機関など、に分けてランキング。

### ゴーマン・レポート
1967年からアメリカの大学教授ジャック・ゴーマンが数年ごとに公表している世界の大学のランキング。対象は、アメリカ、カナダおよび世界の主要大学。国際的なランキングとしては、このランキングが最初といわれ、永らく唯一の世界の大学を対象にしたランキングとして知られていた。各大学の職員からの内部資料、大学に関する公的資料、実業界の有力者の意見などを参考にして、大学の学生援護システム、管理体制および組織、図書館の質、 授業内容の水準と質、など18項目を評価基準にしているといわれているが、評価方法が公表されておらず、データの正確性も懐疑的な見方をされるなど、研究者から重要視されないことも多い。1998年を最後に改訂版は出されていない。
- アメリカの大学TOP100
- 全米大学総合格付け（州別）
- 全米TOP100大学のプログラム別の格付け
- 全米大学工学部格付け
- 全米大学経営学部格付け
- アメリカの大学専門職教育進学課程格付け
- アメリカの大学関連部門の格付け
- カナダの4年制大学の格付け
- カナダの大学工学部総合および教科プログラム格付け
- 世界主要大学格付け（旧ソビエト連邦諸国を除く）

## 日本の主要大学の順位
ここでは学術研究、教育環境、外国人教員や留学生の比率といった国際性も重視した「QS世界大学ランキング」、「THE世界大学ランキング」、「世界大学学術ランキング」、「USニューズ&ワールドレポート」を記す。
| 国内順位 | 大学名       | 世界順位 （位） |
| -------- | ------------ | --------------- |
| 1        | 東京大学     | =32             |
| 2        | 京都大学     | =50             |
| 3        | 東京工業大学 | =84             |
| 4        | 大阪大学     | 86              |
| 5        | 東北大学     | 107             |
| 6        | 名古屋大学   | =152            |
| =7       | 九州大学     | =167            |
| =8       | 北海道大学   | 173             |
| 9        | 早稲田大学   | =181            |
| 10       | 慶應義塾大学 | 188             |

（注記）順位の数字の前にイコール記号が付く場合は、原典の表記の通り、同点順位であることを表す。
| 国内順位 | 大学名       | 世界順位 （位） |
| -------- | ------------ | --------------- |
| 1        | 東京大学     | 28              |
| 2        | 京都大学     | 55              |
| 3        | 東北大学     | 120             |
| 4        | 大阪大学     | 162             |
| 5        | 東京工業大学 | 195             |
| 6        | 名古屋大学   | 201-250         |
| 7        | 九州大学     | 301-350         |
| =8       | 北海道大学   | 351-400         |
| =8       | 筑波大学     | 351-400         |
| 10       | 慶應義塾大学 | 401-500         |

（注記）順位の数字の前にイコール記号が付く場合は、原典の表記の通り、同点順位であることを表す。
| 国内順位 | 大学名       | 世界順位 （位） |
| -------- | ------------ | --------------- |
| 1        | 東京大学     | 28              |
| 2        | 京都大学     | 45              |
| 3        | 名古屋大学   | 101-150         |
| 4        | 東京工業大学 | 151-200         |
| 5        | 北海道大学   | 201-300         |
| =6       | 九州大学     | 201-300         |
| =6       | 大阪大学     | 201-300         |
| =6       | 東北大学     | 201-300         |
| =6       | 筑波大学     | 201-300         |
| 10       | 慶應義塾大学 | 301-400         |

（注記）順位の数字の前にイコール記号が付く場合は、原典の表記の通り、同点順位であることを表す。同ランク帯においては英語表記におけるアルファベット順となっている。
| 国内順位 | 大学名       | 世界順位 （位） |
| -------- | ------------ | --------------- |
| 1        | 東京大学     | 84              |
| 2        | 京都大学     | 168             |
| 3        | 東北大学     | 311             |
| 4        | 大阪大学     | 315             |
| 5        | 九州大学     | 357             |
| 6        | 名古屋大学   | 367             |
| 7        | 北海道大学   | 439             |
| 8        | 東京科学大学 | 445             |
| 9        | 筑波大学     | 488             |
| 10       | 慶應義塾大学 | 534             |

（注記）順位の数字の前にイコール記号が付く場合は、原典の表記の通り、同点順位であることを表す。

## 地域ランキング

### アジアのベスト大学
経済雑誌『アジア・ウィーク』が1997年から発表していたアジアの大学ランキング。
イギリスの大学評価機関「クアクアレリ・シモンズ社 (Quacquarelli Symonds : QS)」が2009年から毎年公表しているアジアの大学のランキング。総合ランキングと分野別ランキングがある。

### エクセレンス・ランキング
ドイツの高等教育開発センターCHE (Centre for Higher Education Development) が2007年から公表しているランキング。ヨーロッパの自然科学系の大学院を対象としたランキング。6項目80の指標で評価している。「生物学」「化学」「物理学」「数学」の分野別にランキングしている。
|   | 項目                 | 内容 |
| - | -------------------- | --- |
| 1 | 博士課程のプログラム | コースワークの必修化、規則・規程の英語化、プログラムの特徴、博士論文の種類、コースワーク・論文の英語など多言語での対応、プログラムの形態など |
| 2 | 修士課程のプログラム | コース選択の自由度、予算配分、女子学生数、プログラムの特徴、学際性、留学生数、インターンシップ、多言語対応、志願者動向、ECTSへの対応など     |
| 3 | 教育研究組織の状況   | 研究分野、留学生に対する職員・学生によるサポート、博士学位数、女性の博士学位数・修士学生数・職員数、留学生への経済的サポートなど             |
| 4 | 大学全体の状況       | 宿泊施設、留学生の宿泊施設、留学生への情報提供・サポート、交換留学、学生数・女子学生数・留学生数など                                         |
| 5 | 公開データによる評価 | 文献引用、受賞、学術情報発信など |
| 6 | 学生による評価       | 研究活動への助言、キャリア支援、会議出席、学生間の交流、カウンセリング、試験、IT環境、研究室、図書館、全体的な研究環境など                   |

### カーター・レポート
1966年に、アメリカ教育審議会の委託を受けて作成された。これが最初の大学ランキングであるとも言われる。大学院を主観的評価によってランキングしたもので、106大学29分野、1663学科が対象。学科長、指導的教授など5000名余の主観的評価をもとに、学科単位に教育プログラムを評価してランキングした。

### アメリカのベストカレッジ
アメリカのUSニューズ&ワールド・レポート誌が1983年から毎年作成しているアメリカ国内の大学ランキング。アメリカ国内の1,400以上の大学が対象。学問分野別、研究成績、国際力など様々な項目でランキングされている。同僚評価、入学率、リテンション率（在学率）、卒業率、学生対教員比、入学生のSAT/ACTなどの指標によって評価されている。
|   | 項目         | 配分 | 内容                                                                                             |
| - | ------------ | ---- | ------------------------------------------------------------------------------------------------ |
| 1 | ピアレビュー | 25%  |                                                                                                  |
| 2 | 選抜性       | 15%  | 合格率、高校クラスでトップ10%の者の割合、SAT/ACTスコア                                           |
| 3 | 教員資源     | 20%  | 員報酬、学位授与者割合、フルタイム教員比率、ST比、20人以下のクラスの割合、50人以上のクラスの割合 |
| 4 | 卒業進級率   | 20%  | 卒業率、新入生の進級率                                                                           |
| 5 | 財政資源     | 10%  | 教育・研究・学生支援・管理運営費                                                                 |
| 6 | 同窓生の寄付 | 5%   |                                                                                                  |
| 7 | 卒業達成率   | 5%   |                                                                                                  |

### Research Assessment Exercise
イギリス政府による大学への研究補助金の配分を決めるための評価。1986年から4年ごとに行われている。「Research Assessment Exercise (RAE)」。

### CHE大学ランキング
ドイツのCHE(Centre for Higher Education Development)が1998年より公表しているドイツ国内の大学ランキング。9項目34の指標により評価。